# Vima Mică
Vima Mică è un comune della Romania di 1 499 abitanti, ubicato nel distretto di Maramureș, nella regione storica della Transilvania. 
Il comune è formato dall'unione di 7 villaggi: Aspra, Dealu Corbului, Jugăstreni, Peteritea, Sălnița, Vima Mare, Vima Mică.